# Тіріч
Тіріч (валенс. Tírig, ісп. Tírig) — муніципалітет в Іспанії, у складі автономної спільноти Валенсія, у провінції Кастельйон. Населення — 557 осіб (2010).

## Географія
Муніципалітет розташований на відстані близько 320 км на схід від Мадрида, 49 км на північ від міста Кастельйон-де-ла-Плана.

## Демографія
Динаміка населення (INE ):